# Hysterothylacium rhacodes
Hysterothylacium rhacodes is een rondwormensoort uit de familie van de Anisakidae. De wetenschappelijke naam van de soort is voor het eerst geldig gepubliceerd in 1978 door Deardorff & Overstreet.